# Ernst Frederik van Baden-Durlach
Ernst Frederik van Baden-Durlach (Durlach, 17 oktober 1560 - Remchingen, 14 april 1604) bestuurde van 1577 tot 1604 het noordelijke deel van het markgraafschap Baden-Durlach. Hij kwam in 1584 aan de macht toen hij meerderjarig verklaard werd. Hij stichtte het eerste academische gymnasium in zijn markgraafschap. Zijn bekering van het lutheranisme naar het calvinisme en de bezetting van het markgraafschap Baden-Baden vanaf 1594 leidden tot zware conflicten, zelfs met de keizer van het Heilige Roomse Rijk en dit zou uiteindelijk leiden tot gebiedsverlies.

## Levensloop
Ernst Frederik was de oudste zoon van markgraaf Karel II van Baden-Durlach en Anna van Palts-Veldenz. Na de dood van zijn vader kreeg hij vanaf 1577 zijn opvoeding aan het hof van zijn voogd, de lutheraanse hertog Lodewijk van Württemberg.
Na de dood van zijn vader werd er een regentenraad aangesteld die het markgraafschap Baden-Durlach in zijn naam moest regeren. Deze bestond uit zijn moeder Anna, keurvorst Lodewijk VI van de Palts, vorst Filips Lodewijk van Palts-Neuburg en hertog Lodewijk van Württemberg
Ernst Frederik en zijn jongere broer Jacob wilden beiden een eigen gebied besturen. In het testament van zijn vader stond echter dat zijn gebied niet verdeeld mocht worden, maar het testament was gezegeld noch ondertekend. Hierdoor beslisten hun voogden om de broers toch elk een eigen regeergebied te geven en werd het markgraafschap Baden-Durlach verdeeld. Hierbij verkreeg Ernst Frederik Nederbaden, inclusief de grote steden Durlach en Pforzheim.
Zijn broers Jacob en George Frederik kregen ook delen van het markgraafschap Baden-Durlach. Dit zorgde ervoor dat het vroegere markgraafschap Baden in drie delen verdeeld was: het markgraafschap Baden-Baden, het markgraafschap Baden-Durlach en het markgraafschap Baden-Hachberg. Nadat zijn broer Jacob in 1590 en daarna in 1591 diens minderjarige zoon Ernst Jacob overleed, viel het markgraafschap Baden-Hachberg terug aan Ernst Frederik. Na het overlijden van Ernst Frederik in 1604 werd het markgraafschap Baden-Durlach door zijn broer George Frederik herenigd.

## Huwelijk
Op 21 december 1585 huwde Ernst Frederik met Anna van Oost-Friesland (1562-1621), dochter van graaf Edzard II van Oost-Friesland en weduwe van hertog Lodewijk III van Württemberg. Het huwelijk bleef kinderloos.